# Galaad
Galaad (en hebreo גלעד Galed, en español monte del testimonio o monte de la alianza), nombre que aparece citado en el Antiguo Testamento. Hace referencia a puntos geográficos, nombres de tribus y personajes. Se usa por primera vez en Génesis y a partir de ese texto el nombre se sigue usando en diferentes partes de la Biblia.

## Primera mención en la Biblia
Según el Antiguo Testamento, después de que Jacob trabajara para su tío Labán durante 21 años (Génesis 29:20, Génesis 29:27, Génesis 29:30), y después de haberse casado ya con Raquel y Lea, hijas de Labán, este decide, instigado por Yahvé, salir de Padam-aram, para seguir una vida libre junto a sus esposas en Canaán y, además visitar a su padre Isaac y a su madre Rebeca. Entonces su suegro, al enterarse, lleno de rabia inicia una persecución con el propósito de hacerle daño a Jacob, en venganza por no haberle avisado, sin embargo, ya en la fase final de la persecución (cuando ya lo había alcanzado en los montes de Galaad, Dios se le aparece y le advierte que no le haga daño a Jacob. Labán se encamina hacia donde está Jacob y tras una acalorada discusión y de acusaciones de Labán contra Jacob llegan a un acuerdo de no molestarse mutuamente, acto seguido, inmortalizan el recuerdo de este pacto juntando varias piedras y haciendo un montón con ellas, al que llaman Montón del Testimonio, o sea, Galaad/Jegar Sahaduta. Esa era una tradición ancestral, con la cual los pueblos semíticos honraban a sus dioses.

## Etimología
El origen de estas palabras está en las lenguas semíticas, como en caldeo, arameo y hebreo.

### Jegar Sajaduta
- Jegar: esta palabra es de origen caldeo, que en arameo significa (reunir, reunión o juntar). Esta palabra tiene variantes.[5]

- Sahaduta (saéd): significa testificar, testigo, (mi) testimonio, récord o archivo.[6] Esta palabra tiene variantes de escritura, ambas son raíces que ya no se usan.

### Yabésh Galaad
- Yabésh: esta palabra puede significar, dependiendo de su variante:[7]

1. estar avergonzado, confuso o desilusionado.
2. fracasar, secarse (líquido), marchitarse (vegetal).
3. mermarse, extinguir.
4. seco, secar, destruir, confundir, avergonzar, marchitar.
5. lugar seco, dolor.[8]

- Galaad: (hebreo: Galed, "Montón del Testimonio").[9]

La región de Galaad es lo que se conocía como Transjordania, la cual estaba dividida en tres regiones, la parte plana, el monte de Galaad y Basán. Puede significar lo siguiente:
1. Montón de piedras conmemorativas, montón de piedras, majano de piedras, que a su vez, se forma de dos palabras:
2. Testimonio, príncipe, archivo.[11]